# 平戸ザビエル記念教会

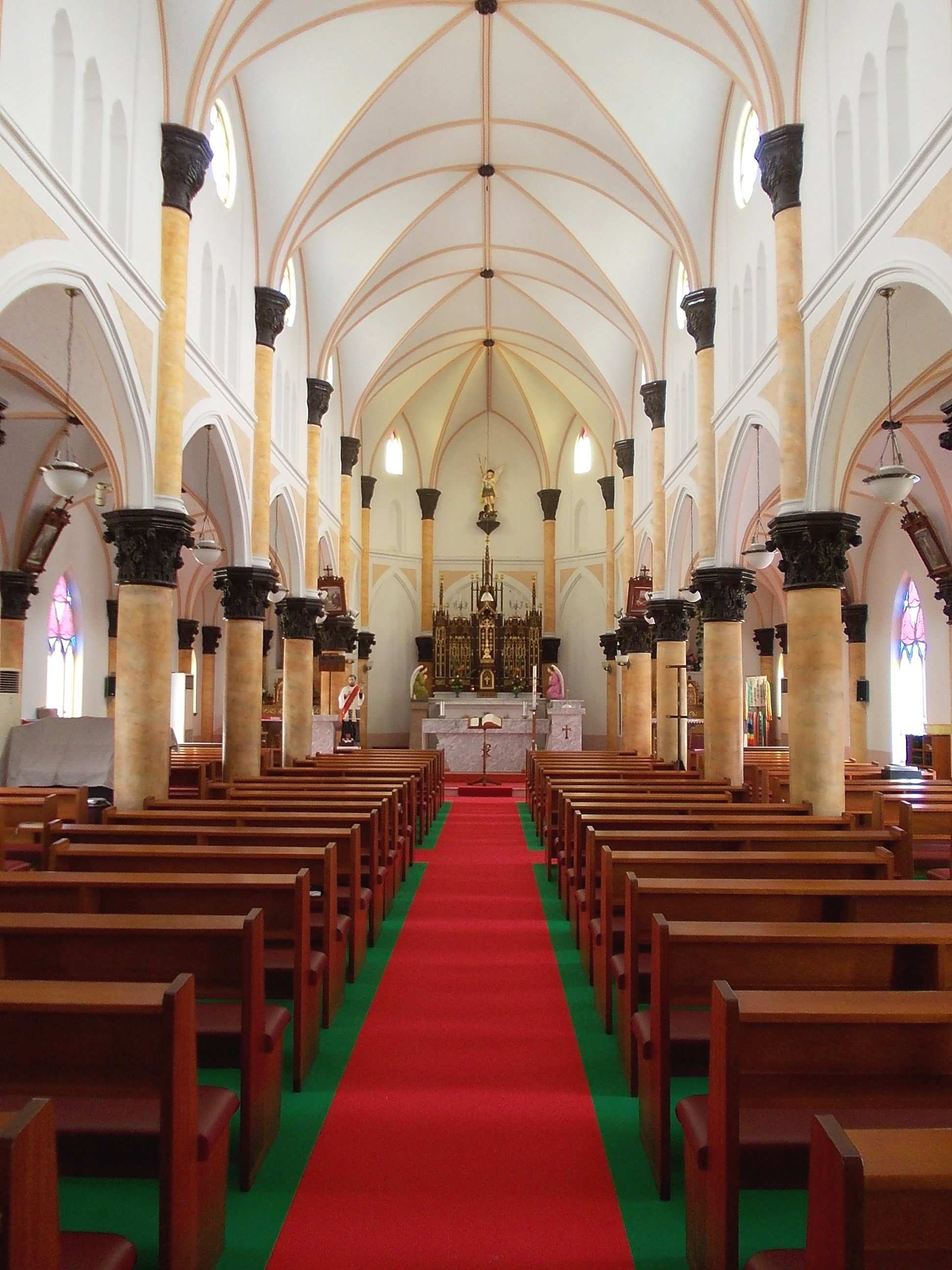
教会堂内部（2011年6月撮影）

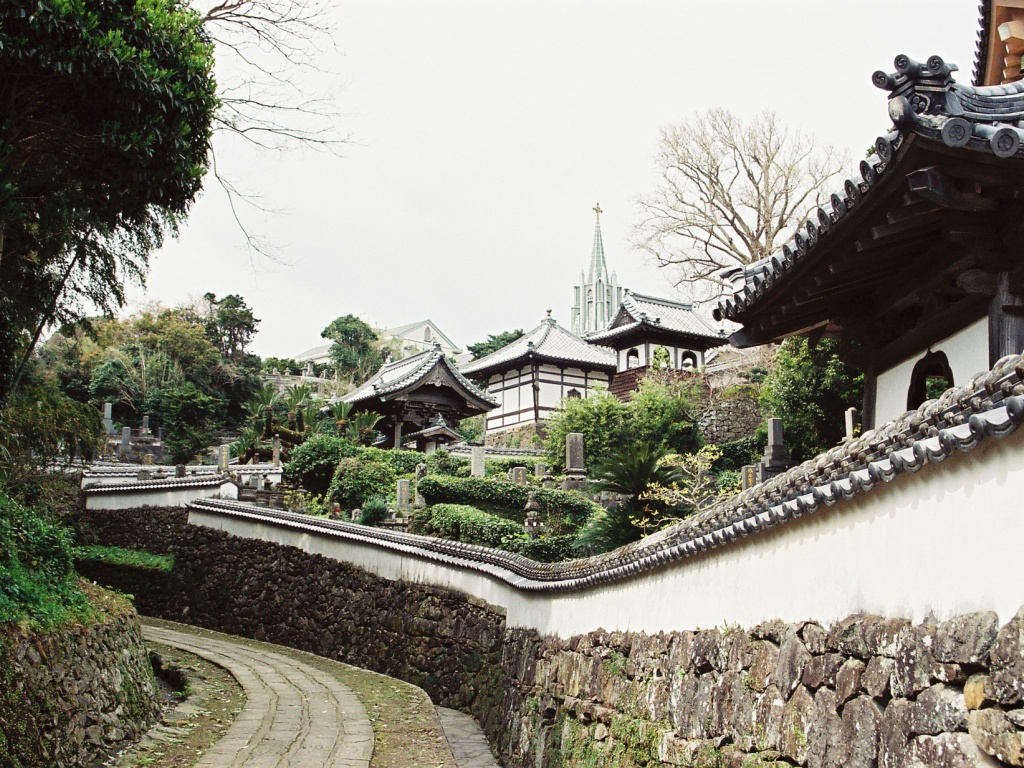
寺院と教会の見える風景

平戸ザビエル記念教会（ひらどザビエルきねんきょうかい）は、長崎県平戸市鏡川町にあるカトリックの教会および聖堂である。教会の保護者は大天使聖ミカエルだが、聖フランシスコ・ザビエルの3度の平戸訪問を記念して1971年（昭和46年）にザビエルの像が聖堂の脇に建てられたことから「聖フランシスコ・ザビエル記念聖堂」とも呼ばれるようになり、その後、現在の名称にあらためられた。

## 概要
教会の保護者
- 大天使聖ミカエル

所在地
- 〒859-5152　長崎県平戸市鏡川町259-1 北緯33度22分10.6秒 東経129度32分58.5秒 / 北緯33.369611度 東経129.549583度座標: 北緯33度22分10.6秒 東経129度32分58.5秒 / 北緯33.369611度 東経129.549583度

平戸市街地西側の丘の上にあり、市街地から坂を登る途中で手前の光明寺、瑞雲寺などの寺院と重なって見える風景は「寺院と教会の見える風景」として平戸を代表する景観の一つとなっている。鉄筋コンクリート造りのゴシック様式の教会堂で、左側にのみ八角塔があるアシンメトリー（左右非対称）な景観を作っている。カトリック長崎大司教区においては、平戸地区（平戸市・松浦市および佐世保市江迎町）を管轄する主管教会となっている。

## 沿革
平戸は、日本に初めてキリスト教を伝えたフランシスコ・ザビエルが三度にわたって布教に訪れた地であり、ザビエル以降に来日したイエズス会宣教師たちによって平戸島や生月島では多くの住民がカトリックの洗礼を受け、その後の江戸時代の禁教令下でも隠れキリシタンとして信仰を受け継いでいった人が多かった。
明治時代に禁教が解かれて、平戸でも宝亀、紐差などの教会が建てられた。平戸ザビエル記念教会のある平戸港周辺の市街地には、もともとカトリックの信徒は少なかったが、近隣各地からの移転により信徒が増えていった。1913年（大正2年）、隣接地に「カトリック平戸教会」として仮聖堂が建てられ、約4km北の上神崎（かみこうざき）教会から司祭が巡回するようになった。
そして1931年（昭和6年）4月に現在の教会堂が建てられ、早坂久之助司教によって献堂式がおこなわれた。献堂40周年の1971年（昭和46年）9月に、聖フランシスコ・ザビエルの像が聖堂の脇に建立されたことから「聖フランシスコ・ザビエル記念聖堂」とも呼ばれるようになった。2006年には、献堂75周年とザビエル生誕500年を記念してフランスのルルドの泉を模した「ルルド」が敷地内に建設された。

## 建築概要
- 設計：末広設計事務所
- 施工：未詳
- 構造：鉄筋コンクリート平屋建て
- 様式：ゴシック様式

### 特徴
教会堂の外部は緑色に塗装されている。正面入り口に大尖塔を建て、尖塔頂部の稜線上に多くの小突起を有する形式は、ドイツのゴシック教会の特徴があると言われている。

## アクセス
- 西肥バス「平戸市役所前」バス停より徒歩約10分。

## 周辺情報
- 光明寺
- 正宗寺 - 宗陽公（平戸藩主松浦隆信）の墓
- 幸橋（オランダ橋）
- 千光寺 - 栄西禅師ゆかりの寺。